# Fiqri Dine
Fiqri bej Dine (ur. 1897 w Debarze, zm. 26 listopada 1960 w Brukseli) – polityk albański.

## Życiorys
Był właścicielem ziemskim z Debaru i jednym z najbardziej wpływowych przywódców klanów w północno-wschodniej części kraju. Ukończył Akademię Wojskową w Wiedniu, a następnie kształcił się w Akademii Wojskowej w Turynie. 
W okresie rządów Zoga I był oficerem żandarmerii. W okresie okupacji niemieckiej organizował jednostki żandarmerii albańskiej, walczącej po stronie Niemców przeciwko partyzantom. W okresie od 14 lipca do 28 sierpnia 1944 stał na czele rządu albańskiego. Dine podał się do dymisji, twierdząc, że został pozbawiony wsparcia niemieckiego w działaniach przeciwko partyzantom i nie jest w stanie ocalić Albanii od komunizmu. 21 września 1944 wziął udział w spotkaniu przywódców antykomunistycznych w Prezë, na którym omawiano możliwości przejęcia władzy po odejściu Niemców. Wkrótce potem opuścił Albanię i udał się na emigrację do Grecji.